# Чхотуа
Чхо́туа (Чко́туа; абх. Чқотуа; груз. ჩხოტუა) — абхазский княжеский род. Абхазские князья Ачба и Чхотуа, абазинские Лоовы и грузинские — Чхеидзе (с их ответвлением Эристави-Рачинских) являются потомками династии абхазских царей Анасидов.
Центром их владений было село Бедиа, а родовой усыпальницей — монастырь Натсимери в Саберио (историческая область Самурзакан (до XVII века Сабедиано) в юго-восточной Абхазии.
Герман Чхотуа (Чхеидзе) был архиепископом Бедийским в правление имеретинского царя Баграта III (978—1014). В княжеском достоинстве Российской империи с внесением в V часть Родословной книги Кутаисской губернии (8 декабря 1899 губернским дворянским собранием и 31 марта 1901 Указом Сената за № 1368):
1. Симон Чхотуа. О его потомстве сведений нет.
2. Платон Манучарович Чхотуа. Князь Платон Манучарович Чхотуа (ум. 1943) не имел сыновей, но, находясь в эмиграции, испросил у великого князя Кирилла Владимировича разрешение передать свою фамилию и титул сыну своей дочери, Николаю Шалвовичу Чкония. Род существующий, с 1944 года — католический.

## Герб
Гербовый щит разделен на четыре части:
- В первой части щита на лазоревом поле золотой равноконечный крест над золотым полумесяцем.
- Во второй части щита на пурпурном поле Святой Георгий, развёрнутый вправо, сражающийся с драконом
- В третьей части щита золотой олень на пурпурном поле
- В четвёртой части щита золотое руно на лазоревом поле.